# Сарса-де-Гранаділья
Сарса-де-Гранаділья (ісп. Zarza de Granadilla) — муніципалітет в Іспанії, у складі автономної спільноти Естремадура, у провінції Касерес. Населення — 1873 особи (2010).
Муніципалітет розташований на відстані близько 200 км на захід від Мадрида, 90 км на північ від Касереса.
На території муніципалітету розташовані такі населені пункти: (дані про населення за 2010 рік)
- Сарса-де-Гранаділья: 1873 особи
- Гранаділья: 0 осіб

## Демографія
Динаміка населення (INE ):

## Галерея зображень

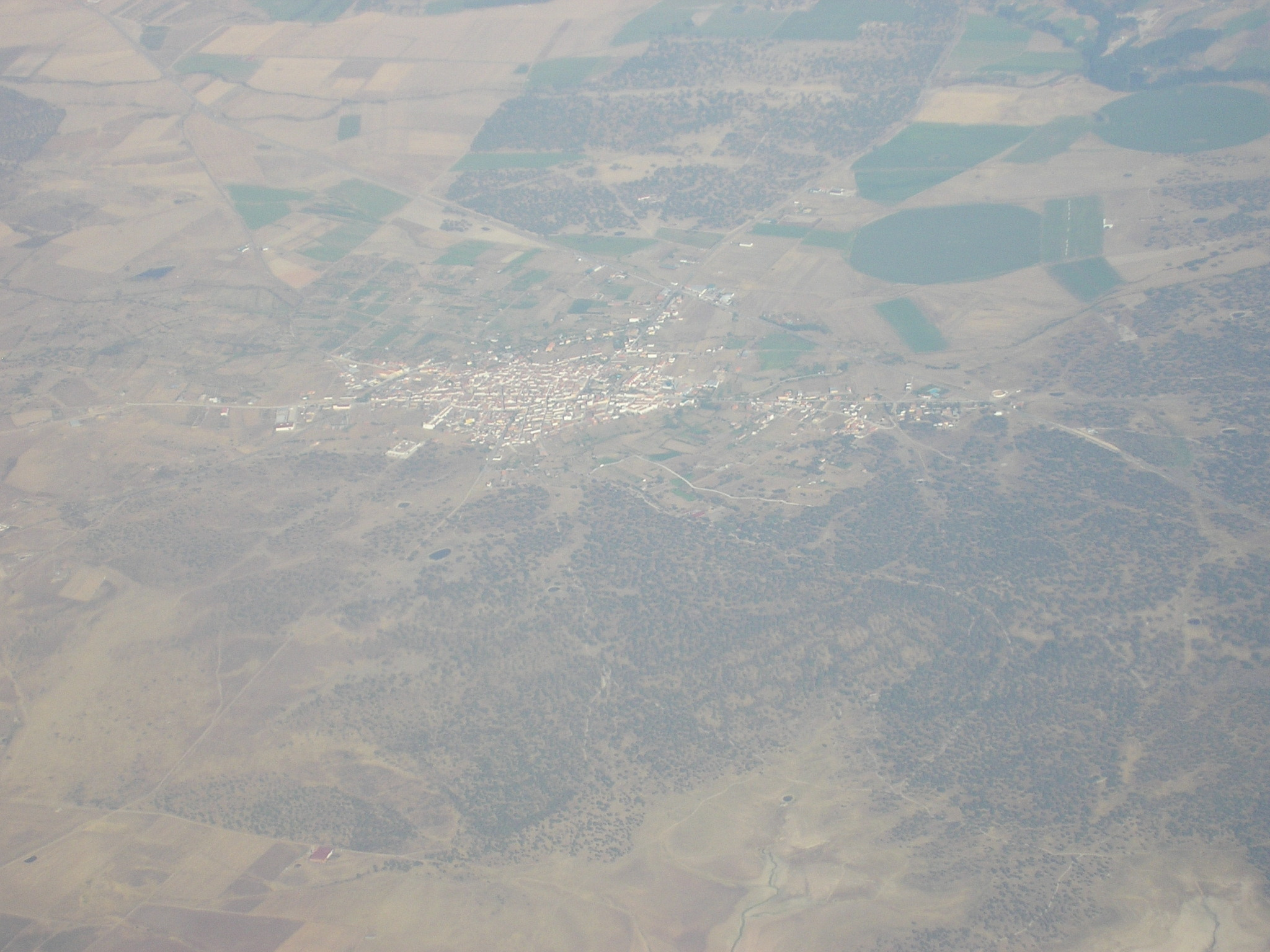
Сарса-де-Гранаділья згори